# Xavier de Lauzanne
Pour les articles homonymes, voir Lauzanne.
Xavier de Lauzanne, né en 1970, est un auteur, réalisateur, producteur français de films documentaires pour la télévision et le cinéma.

## Biographie

### Débuts
Né en région parisienne en 1970, Xavier de Lauzanne suit des études d’hôtellerie au lycée hôtelier de Saint-Quentin-en-Yvelines. A 23 ans, il s'engage deux années dans les troupes de marine lors de son service militaire et met en place la première formation hôtelière au RSMA de Martinique. De 1996 à 2000, il s'installe au Viêt Nam et collabore à la première formation hôtelière pour jeunes défavorisés à Hanoi : l'école Hoa Sua dont le restaurant d'application connaît un grand succès auprès d'une clientèle mixte de vietnamiens et d'expatriés,. Il élabore ensuite des études de faisabilité durant l'année 2000 pour des projets similaires, à Ho Chi Minh pour l'association Triangle Génération Humanitaire  puis au Cambodge pour l'association Agir pour le Cambodge. Il participe à la création de l'école Sala Baï qui ouvrira ses portes à Siem Reap.
Il s’achète sa première caméra numérique en 1999 pour tourner au Viêt Nam, pendant un an, un essai documentaire, Hanoï entre deux 14 juillet, sur le parcours d’un cyclopousse lors du changement de siècle. C’est en rencontrant les fondateurs de l’association Pour un sourire d'enfant au Cambodge, pour lesquels il tourne leur film de communication en 2000, qu’il se forme concrètement à la réalisation.

### Films documentaires pour la télévision
Profondément touché par les personnages qu’il a croisés dans ses voyages, il se lance alors officiellement dans la réalisation de films documentaires engagés, indépendants, essentiellement focalisés sur l'humain.
En 2000, il réalise au Vietnam son premier film documentaire Retour sur la RC4 (« RC4 » pour « route coloniale 4 », en référence à la bataille à laquelle elle a donné son nom) sur des anciens combattants français et vietnamiens de la guerre d'Indochine. Afin d’obtenir les moyens de monter ce film, il crée avec un ami d'enfance, François-Hugues de Vaumas, leur société de production Aloest Productions.
De 2002 à 2007, Il signe plusieurs reportages et documentaires, en France et à l’étranger, pour la télévision. Il coréalise notamment, en 2002, pour France 5, la version documentaire du film Pour un sourire d’enfant sur l'association du même nom à Phnom Penh. En 2005, il réalise Le Seigneur de Darjeeling sur le thé issu de l'agriculture biologique et du commerce équitable en Inde et obtient le grand prix et le prix agriculture du monde au festival Agricinéma. En 2006, il réalise en France Le Goncourt des Lycéens (traitant du prix du même nom) sur la découverte de la littérature contemporaine par les adolescents.
En 2007, il retourne en Asie du Sud-Est afin de tourner le deuxième film de l’association Enfants du Mékong.
En 2013 et 2014, il collabore à la série documentaire A vous de voir sur France 5 et réalise le documentaire Et l'usine créa la ville, Champagne sur Seine pour la Région Ile-de-France sur la mémoire ouvrière.

### L'aventure se poursuit au cinéma
Dès 2004, il développe un projet de long métrage documentaire D'une seule voix qu'il tourne en Israël, à Gaza, en Cisjordanie et en France sur des musiciens israéliens et palestiniens rassemblés pour une vaste tournée dans l'Hexagone. Le film, sort au cinéma en novembre 2009, obtient le prix du meilleur documentaire au festival international de Palm Beach et au festival international de Houston aux États-Unis, le Grand Prix au Festival du film d'éducation d'Évreux, le Prix Art et Culture au Festival international du scoop et du journalisme d'Angers et le prix « Autrement vu des cinémas Nord-Pas-de-Calais » au FIGRA du Touquet.
Il tourne ensuite « Enfants valises » dans une classe d’adolescents « primo-arrivants » du Maghreb et d’Afrique centrale. Ce long métrage documentaire filmé pendant une année scolaire dans un collège du 20ème arrondissement à Paris et dont la bande originale a été composée par Frank2Louise sort au cinéma en septembre 2013. Il reçoit des critiques très favorables,,,,.
Dès 2014, il retourne au Cambodge pour tourner un nouveau long métrage documentaire. Le film Les Pépites, co-produit par Aloest Productions et Bonne Pioche cinéma et distribué par Rézo film sort en France le 5 octobre 2016, peu après la mort de Christian de Pallières, fondateur de l'association Pour un sourire d'enfant, qui survient le 24 septembre, à Phnom Penh. Ce documentaire dont la bande originale est composée par Camille Rocailleux reçoit un excellent accueil critique,,,,, aussi bien dans la presse,, que des spectateurs sur le site Allociné, avec une moyenne de 4,6 / 5 pour 1209 notes, ce qui le hisse à la première place de tous les documentaires sortis au cinéma. Du côté du public, c'est un triomphe, le film rassemble 220 000 spectateurs.

### Filmer la reconstruction après la guerre
Fin 2018, Xavier de Lauzanne se lance dans une série de trois longs métrages documentaires, toujours pour le cinéma, sur la reconstruction du lien social après la guerre en Irak et en Syrie suivant trois expériences : politique, médiatique et culturelle. Dans le premier volet, 9 jours à Raqqa, il suit en Syrie une écrivaine et journaliste française, Marine de Tilly, à la rencontre de Leila Mustapha (décédée le 25 novembre 2023,,), jeune maire de Raqqa, l'ancienne capitale de l'État islamique, avec laquelle ils passent exactement neuf jours alors que la ville n'est pas encore sécurisée. Pour ce film, Xavier de Lauzanne confie la bande originale à Ibrahim Maalouf. Le film fait partie de la Sélection officielle du Festival de Cannes 2020, de la sélection officielle du Festival international du film de Rome et de nombreux autres festivals internationaux. Il sort au cinéma le 8 septembre 2021, accompagné très positivement par la critique,,,,,,, avant d'être nommé au prix lumières de la presse internationale. Le deuxième volet  "En toute liberté" qui se focalise sur Radio Al-Salam, la seule radio libre, pluriethnique et pluriconfessionnelle du Kurdistan Irakien, sort au cinéma le 8 mars 2023. Encore très apprécié de la presse,,,,,,,, il obtient le prix du meilleur documentaire au Festival du film arabe de Fameck. Le troisième volet "Mossoul Campus" sur les étudiants de la grande université de Mossoul, est annoncé pour 2025.
En 2022, Xavier de lauzanne collabore avec l'association Solidarité Internationale pour réaliser un épisode de leur série De vos propres yeux. Il suit l'acteur Roschdy Zem et aborde la question de l'accès à l'eau dans les bidonvilles de Nantes et les squats de la région parisienne. Le film reçoit le Bronze au Grand Prix Stratégies de la Communication d'Engagement et le Silver Green Award au Festival International Deauville Green Award.
Entre-temps il travaille à la réalisation d'un autre long métrage documentaire sur le ballet royal du Cambodge dont l'histoire débute avec la rencontre entre les danseuses du ballet et Auguste Rodin à Paris en 1906. Avec ce film intitulé La beauté du geste - danse et éternité, il poursuit sa recherche sur la reconstruction des sociétés traumatisées par les guerres, cette fois-ci à travers la survie d'un art ancestral qui est considéré comme un socle identitaire pour les Cambodgiens. Le film sort dans les salles de cinéma au Cambodge le 1er avril 2023. Une avant-première du film a lieu le 26 mars 2023 à Phnom Penh en présence du Roi du Cambodge Norodom Sihamoni. Intitulé "The Perfect Motion" en anglais, "Tep Hatta" en khmer, il s'agit du tout premier long métrage documentaire à bénéficier d'une sortie nationale dans les cinémas au Cambodge. Le film obtient le plus grand succès public dans le genre jamais enregistré dans le pays. Après une grande tournée d'avant-premières qui s'ouvre à Paris au Musée national des arts asiatique-Guimet et qui se clôture au siège de l'UNESCO devant 1200 spectateurs, le film sort le 13 mars 2024 en France,,,. 

## Filmographie
- 2000 : Hanoi entre deux 14 juillet, documentaire 75 min
- 2000 : Pour un sourire d’enfant, documentaire, 52 min, association « Pour un sourire d’enfant »
- 2001 : Retour sur la RC4, documentaire 52 min
- 2003 : Pour un sourire d’enfant, documentaire 52 min, France 5
  - Sélection officielle au Festival International du Film sur les Droits de l’Homme de Paris -
- 2004 : Vivre comme un enfant, documentaire 52 min, association « Enfants du Mékong »
- 2005 : Private Joke, fiction 13 min, court métrage
- 2005 : Le Seigneur de Darjeeling, documentaire 52 min, France 5, France O, Arte, Planète, Suède, Canada, Discovery, Espagne, Japon, Inde…
  - Grand Prix et Prix de l’Agriculture du Monde - Festival Français du Film d’Agriculture
  - Sélection officielle - Kathmandu International Mountain Film FestivalNépal
  - Sélection officielle - Festival Cinéfeuille
- 2006 : Le Goncourt des lycéens, documentaire 52 min, France 3
- 2009 : D'une seule voix, long métrage documentaire 85 min, cinéma
  - Meilleur documentaire - Festival International de Palm Beach USA
  - Platinum award - WordFest Houston International Film FestivalUSA
  - Grand Prix - Festival du film d'éducation d'Évreux
  - Prix « Autrement vu des cinémas Nord-Pas-de-Calais » - FIGRA (Festival international du grand reportage d'actualité et du documentaire de société) Le Touquet
  - Prix « Art et culture » - Festival international du scoop et du journalisme d'Angers
- 2013 : Enfants valises, long métrage documentaire 86 min, cinéma
- 2016 : Les Pépites, long métrage documentaire 88 min, cinéma
  - Meilleur documentaire - Festival International COLCOA de Los Angeles USA
  - Prix Coup de cœur du public - Festival Atmosphère de Courbevoie
  - Label "coup de foudre du public" - Ecran Total
  - N°1 des meilleurs documentaires selon les spectateurs - Allociné
- 2021: 9 jours à Raqqa, long métrage documentaire 90 min, cinéma
  - Sélection officielle - Festival de Cannes
  - Nomination catégorie meilleur documentaire - Lumières de la presse internationale
  - Mention spéciale du jury - Festival International de Cine Politico Argentine Bueno Aires
  - Sélection officielle -  Festival international du film de Rome - Italie
  - Sélection officielle - War on screen - France
  - Sélection officielle - Festival du film arabe de Fameck - France
  - Sélection officielle - It's All True – International Documentary Film Festival Brésil
  - Sélection officielle - Doclands International documentary festival USA California
  - Sélection officielle - Minneapolis St. Paul International Film Festival USA Minnesota
  - Sélection officielle - ACT Human Rights Film Festival USA Colorado
  - Sélection officielle - The Cinema for Peace Award for Women’s Empowerment 2021 Allemagne Berlin
  - Sélection officielle - Doc Edge International Film Festival Nouvelle Zélande
  - Sélection officielle - Pyeongchang International Peace Film Festival Corée du sud
  - Sélection officielle - Festival Cinema Nador (FICMEC) Maroc
  - Sélection officielle - International Documentary Film Festival on Gender (mujerDOC) Espagne
- 2022 : Vies oubliées des squats bidonvilles , documentaire 26 min, série De vos propres yeux, association Solidarités Internationale
  - Bronze au Grand Prix Stratégies de la Communication d'Engagement
  - Silver Green Award au Deauville Green Award Festival
- 2023 : En toute liberté, long métrage documentaire 86 min, cinéma[45].
  - Prix du meilleur documentaire - Festival du film arabe de Fameck
  - Sélection officielle - Festival International du cinéma d'Alger
  - Sélection officielle - Middle East Now International Film Festival Italie Florence
- 2024 : La beauté du geste / The Perfect Motion , long métrage documentaire, 90 min, sortie au Cambodge le 1er avril 2023, sortie France le 13 mars 2024.
  - Sélection officielle - ASEF (Asia-Europe Foundation) Festival, Bruxelles & Singapore
  - Sélection officielle - The Asean International Film Festival & Awards, Malaisie
  - Sélection officielle - Bankok International Documentary Award, Thaïlande
- Mossoul campus, long métrage documentaire en post-production